# Ibériai sas

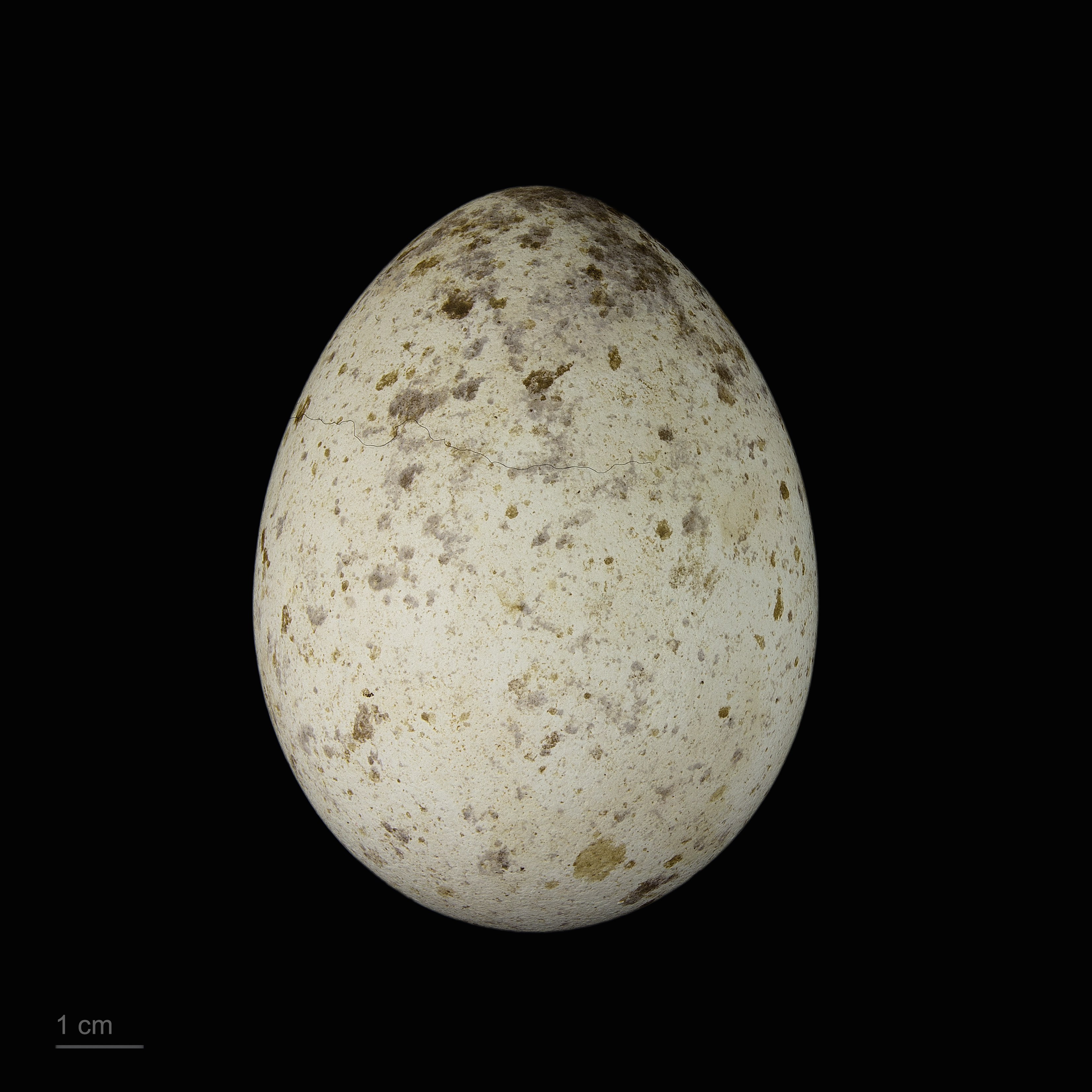
Aquila adalberti

Az ibériai sas (Aquila adalberti) a madarak (Aves) osztályának a vágómadár-alakúak (Accipitriformes) rendjébe, ezen belül a vágómadárfélék (Accipitridae) családjába tartozó faj.
Korábban a parlagi sas Ibériai-félszigeten élő alfajának tartották, de mára kiderült, hogy morfológiai, ökológiai és genetikai különbségek is vannak közöttük, így ma már inkább önálló fajként kezelik.
Ez a faj Spanyolország nemzeti madara.

## Előfordulása
Spanyolország déli és nyugati részében, valamint Portugáliában költ. Ritka kóborlóként előfordulhat olykor Marokkó északi részén is.

## Megjelenése
Testhossza 80 centiméter, szárnyfesztávolsága 190-220 centiméter, testtömege 2800-3500 gramm. Tollazata barna alapszínű, enyhén mintázott.
Nyaka hátsó része világosbarna színű. Ivarérett korban jellegzetesek nagy, fehér színű vállfoltjai.
Csőre nagy, horgas és erős.

## Életmódja
Legfontosabb tápláléka az üregi nyúl, de galambokat, varjúféléket, récéket, rágcsálókat is zsákmányol. A fiókák közt előfordulhat a kannibalizmus („káinizmus”).

## Veszélyeztetettség
2006-ban fészkelő állománya 220 pár volt Spanyolországban és 2 pár Portugáliában. Az állományt részben a fő zsákmányállat, az üregi nyúl népességének megfogyatkozása veszélyezteti. A nyulakat részben a myxomatózis járvány tizedeli, részben talán a klíma fokozatos melegedése is sújtja.